# 德温厄洛射电望远镜
德温厄洛射电望远镜（荷蘭語：Dwingeloo Radiotelescoop）是一座位于荷兰德伦特省德温厄洛的射电望远镜。